# Yves Montand chante ses derniers succès
Albums de Yves Montand
Récital 1953 au Théâtre de l'Étoile Y. Montand
Yves montand chante ses derniers succès est le quatrième album studio d'Yves Montand publié en 1954 par Odeon.

## Édition originale de1954

### Style de l'album
- chanson française, poèmes mis en musique, valse, swing, jazz.
- récital, music-hall

### Indexation détaillée des titres
(Liste non exhaustive)
- Car je t'aime
- Sanguine
- Le vieux canal
- Ninon, ma Ninette
- Il a fallu
- Le chemin des oliviers
- Cartes postales
- Le doux caboulot